# 陳啓昱
陳 啓昱（ちん けいいく、チェン チーユー、1965年〈民国54年〉12月22日 - ）は、中華民国（台湾）の政治家。民主進歩党所属の元立法委員。

## 経歴
1994年の高雄市議員選挙で初当選。その後も再選され2期務める。
2004年の第6回立法委員選挙では高雄県選挙区から出馬し、初当選。
2008年の第7回立法委員選挙では、選挙区の再編により高雄県第三選挙区から出馬し、当選した。
2010年、高雄市長の陳菊から高雄市副市長に任命され、立法委員を辞職した。
2023年4月6日、違法建築の疑いで警察から家宅捜索を受けたことから、民進党を離党し、政界から引退すると表明した。

## 選挙記録
| 年度 | 選挙                 | 選挙区           | 所属政党   | 得票数 | 得票率 | 当選       | 注釈 |
| ---- | -------------------- | ---------------- | ---------- | ------ | ------ | ---------- | ---- |
| 1994 | 第13回高雄県議員選挙 |                  | 民主進歩党 |        |        |            |      |
| 1998 | 第14回高雄県議員選挙 | 第一選挙区       | 民主進歩党 | 4,971  | 4.03%  |            |      |
| 2004 | 第6回立法委員選挙    | 高雄県選挙区     | 民主進歩党 | 53,848 | 9.88%  |            |      |
| 2008 | 第7回立法委員選挙    | 高雄県第三選挙区 | 民主進歩党 | 55,848 | 45.13% | 選挙区再編 |      |